# Мамыковское сельское поселение
Мамыковское се́льское поселе́ние — муниципальное образование в Нурлатском районе Татарстана Российской Федерации.
Административный центр — село Мамыково.

## История
Статус и границы сельского поселения установлены Законом Республики Татарстан от 31 января 2005 года № 32-ЗРТ «Об установлении границ территорий и статусе муниципального образования "Нурлатский муниципальный район" и муниципальных образований в его составе».

## Население
| 2010  | 2011  | 2012  | 2013  | 2014  | 2015  | 2016  |
| ----- | ----- | ----- | ----- | ----- | ----- | ----- |
| 1578  | ↘1570 | ↘1526 | ↘1513 | ↘1499 | ↘1488 | ↘1474 |
| 2017  | 2018  |       |       |       |       |       |
| ↘1445 | ↘1405 |       |       |       |       |       |

## Состав сельского поселения
| № | Населённый пункт | Тип населённого пункта       | Население |
| - | ---------------- | ---------------------------- | --------- |
| 1 | Бутаиха          | посёлок                      |           |
| 2 | Мамыково         | село, административный центр |           |